# مدرسة وينشستر (جبل علي)
مدرسة وينشستر هي مدرسة بريطانية خاصة تقع في منطقة جبل علي في دبي في دولة الإمارات العربية المتحدة. وهي مدرسة دولية مسجلة من مرحلة الروضة 1 (العمر 3-4 سنوات) إلى السنة 13 (العمر 18 عامًا) ويبلغ عدد المسجلين فيها أكثر من 3800 طالب. تأسست عام 2003. والمدرسة جزء من مجموعة جيمس، وهي شركة مدرسية دولية.

## الموقع
تقع المدرسة على الطرف الجنوبي الغربي من حي الحدائق وبالقرب من قرية جبل علي. وبالقرب من مدرسة دلهي الخاصة في دبي.

## أحداث
في عام 2019، حصلت المعلمة في المدرسة، شاليني راجان، على لقب أفضل معلمة في مجلس تعليم الأعمال والتكنولوجيا، ويُقال إنها "تمكن طلابها من خلال تبني استراتيجيات التدريس والتعلم الحديثة". وذكرت المدرسة في الصحف الوطنية في دولة الإمارات العربية المتحدة. وفي عام 2016، ذكرت صحيفة غلف نيوز أن المدرسة هي أفضل مدرسة في الإمارات العربية المتحدة للكريكيت للفتيات. وفي عام 2019، أفيد أن مدرسة وينشستر جمعت أكثر من 130 ألف درهم لدعم البرامج التعليمية للأطفال في ملاوي.

## روابط خارجية
- موقع مدرسة وينشستر
- مدرسة وينشستر على تويتر.